# Vladimír Mišík
Vladimir Mišík (Praga, 8 marzo 1947) è un musicista e politico ceco.
È il fondatore o co-fondatore delle band Matadors, Blue Effect e Etc....

## Carriera

### Musica
Mišík ha fondato la sua prima band, gli Uragán, da adolescente. Successivamente, divenne il cantante dei Komety, dove incontrò Radim Hladík, con il quale suonò anche nei Fontána (più tardi conosciuti come The Matadors).  Ha anche cantato nella band di Karel Duba. Nel 1968, Mišík e Hladík fondarono la band Blue Effect.
Nel 1970, Mišík lasciò i Blue Effect e divenne membro dei Flamengo, con i quali registrò Kuře v hodinkách, the only studio album the band released. Il disco, pubblicato nel 1972, fu bandito dalla regime comunista sotto la normalizzazione e il gruppo si sciolse lo stesso anno.  Durante questo periodo anche Mišík cantò brevemente con lui Energit.
Nel 1974 ha fondato la sua band, chiamata Etc..., con la quale è attivo ancora oggi.  Occasionalmente si esibiva anche con Vladimír Merta e Jan Hrubý nel gruppo folk rock Čundrgrund.

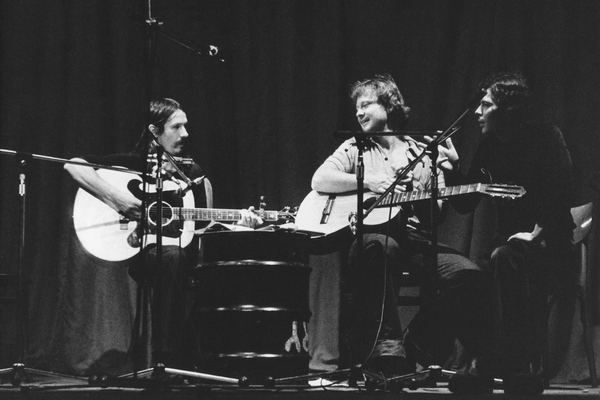
Čundrgrund nel 1977. Da sinistra: Petr Kalandra, Vladimír Merta, Vladimír Mišík

Nel 1982, a Mišík fu vietato di esibirsi dal governo comunista, sebbene gli fu permesso di riprendere le attività musicali nel 1985.

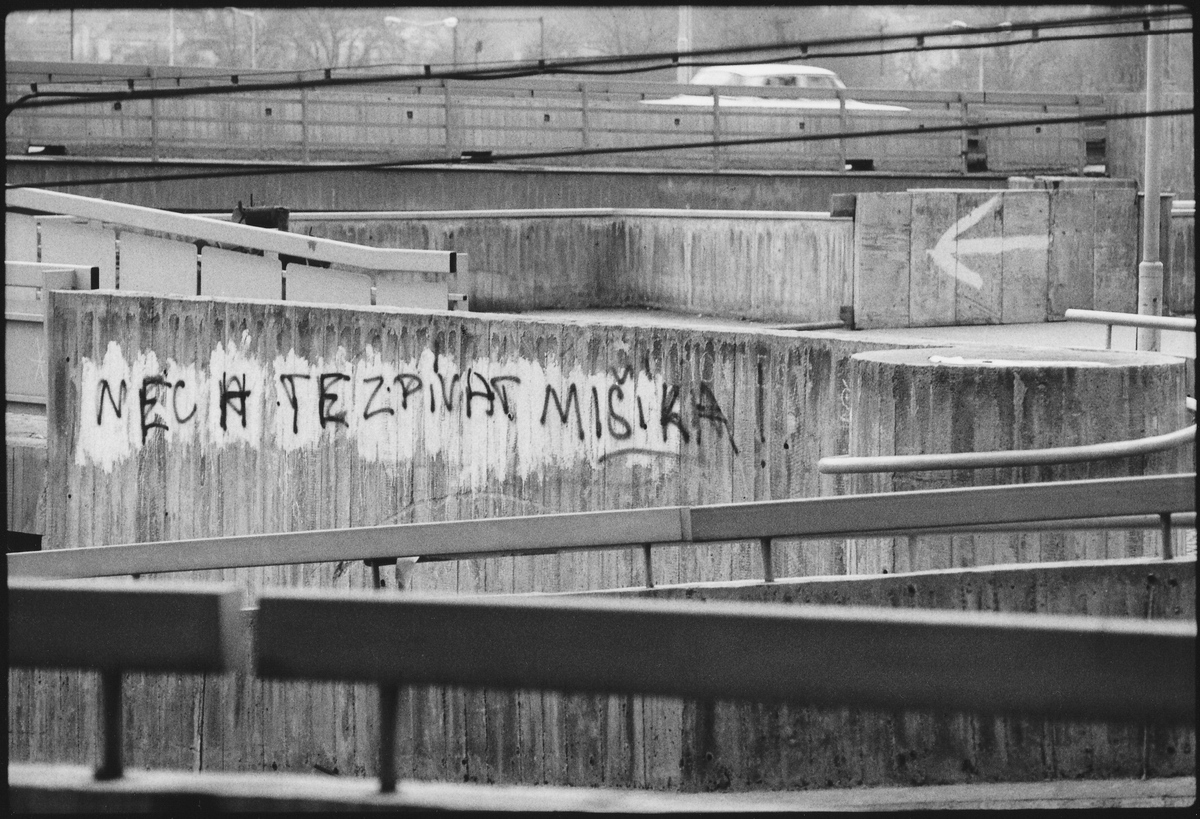
"Lasciate Mišík cantare!" – graffiti su un muro a Holešovice, Praga, aprile 1983, risalenti al periodo in cui i concerti di Mišík furono vietati dalle autorità comuniste. I graffiti venivano ripetutamente ridipinti, ma ricomparivano sempre.

Nel 2004, Mišík è stato inserito nella Beatová síň slávy (Hall of Fame del Beat).

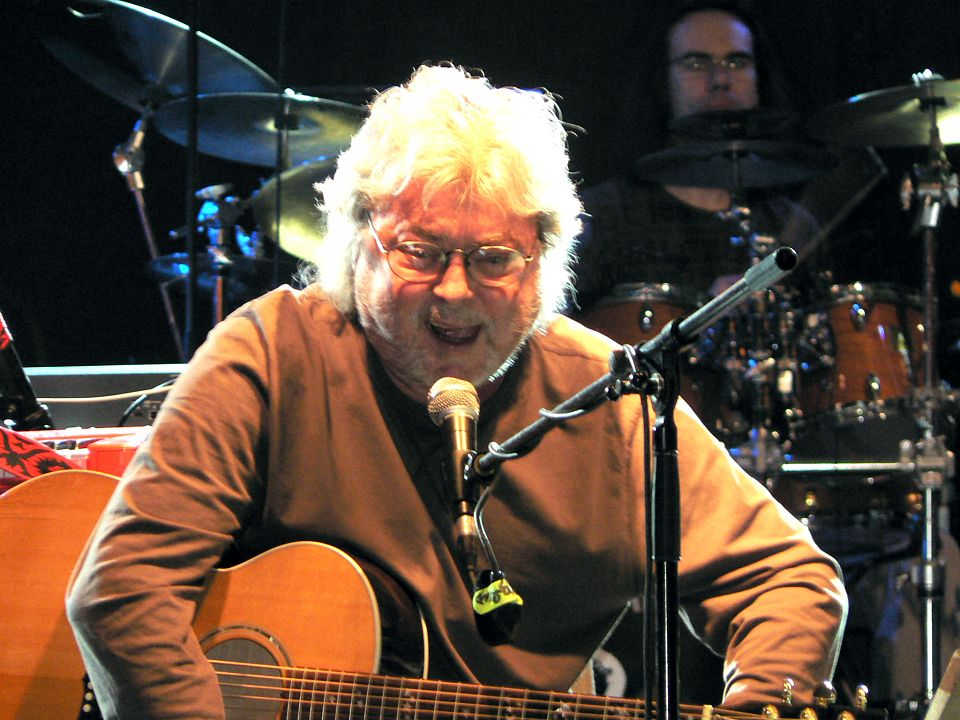
Mišík esibendosi nel 2005

Nel 2007, dopo aver affrontato gravi problemi di salute, Mišík è tornato ad esibirsi con gli Etc...
Nel 2012, nel quarantesimo anniversario Kuře v hodinkách di Flamengo, Mišík si è unito al gruppo riunito brevemente sul palco del Palác Akropolis di Praga per un concerto che includeva due dei suoi compagni di band degli Etc..., così come altri musicisti ospiti.
Nel 2016 la regista Jitka Němcová ha girato il documentario Let Mišíka sing sull'artista.
Il suo album del 2019, Jednou Tě Potkám, è stato nominato per il premio Album indipendente europeo dell'anno della IMPALA. AUn anno dopo, ha vinto sei Anděl Awards, nelle categorie Album dell'anno, Artista dell'anno, Canzone dell'anno, Video dell'anno, Miglior album folk e Miglior album rock.
Nell'aprile 2021 il musicista ha annunciato che avrebbe cessato di esibirsi, per motivi di salute.

### Politics
Nel 1990 Mišík è stato eletto per due anni nel Consiglio nazionale della Repubblica Ceca, come membro del partito Forum Civico.
Nell'ottobre 2013 ha rifiutato di accettare un premio statale dal presidente Miloš Zeman, come espressione di insoddisfazione per alcune recenti decisioni prese dal leader ceco.

## Vita personale
Il padre di Mišík, John Gaugan, era un soldato americano, e sua madre era un'infermiera slovacca che lavorava per la Croce Rossa in Germania alla fine della Seconda Guerra Mondiale. Nel 2017 ha appreso di avere altri nove fratelli negli Stati Uniti.
Mišík ha tre figli. Due di loro, Martin e Adam, sono anche musicisti.
Nel 1995 gli astronomi dell'Osservatorio Kleť hanno intitolato all'artista un asteroide nel sistema solare. L'Unione Astronomica Internazionale ha approvato il nome "Mišík" per l'asteroide n. 18456 nel 2014.

## Discografia

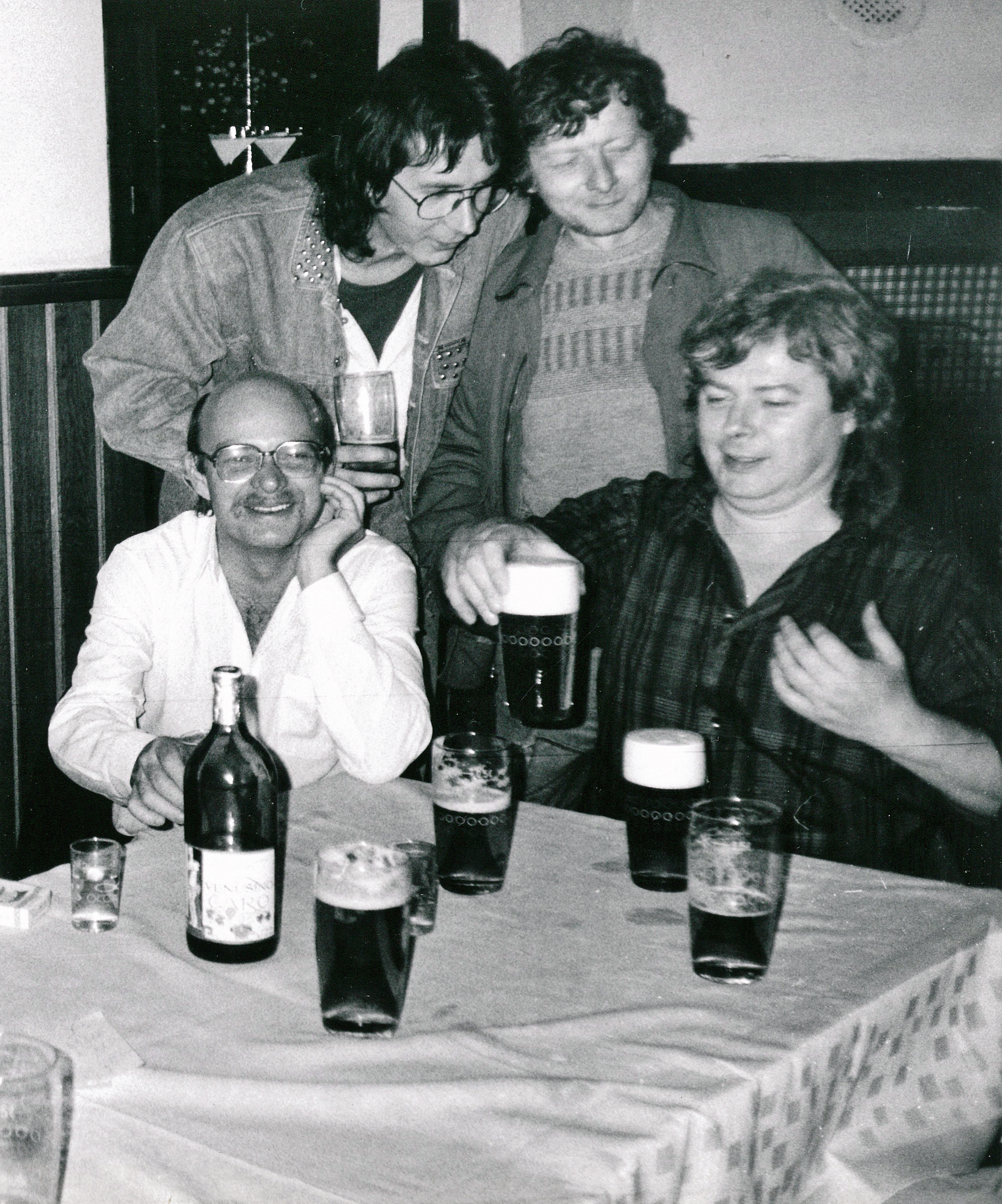
Il poeta Jaromír Pelc e Etc... – Vladimír Mišík, Jaroslav Olin Nejezchleba, Jan Hrubý (1985)

### con Blue Effect
- Meditace (1970)
- Kingdom of Life (1971 – English version of Meditace)

### con Flamengo
- Kuře v hodinkách (1972)
- Paní v černém – singly 1967–72 (2003)

### con Etc...
- Etc… (1976 – also known as Stříhali dohola malého chlapečka)
- They Cut Off the Little Boy's Hair (1978 – English version of Etc…)
- Etc… 2 (1980)
- Etc… 3 (1987)
- Etc… 4 (1987)
- Jiří Jelínek in memoriam (1987)
- 20 deka duše (1990)
- Nechte zpívat Mišíka (1991)
- Jen se směj (1993)
- Unplugged (1994)
- Město z peřin (1996)
- Nůž na hrdle (1999)
- Umlkly stroje (2004)
- Archa + hosté (2008)
- Déja vu (1976–1987) Box I. (2009)
- Ztracený podzim (2010)
- Déja vu (1989–1996) Box II. (2010)

### con Blue Shadows
- Jednou tě potkám (2019)
- Noční obraz (2021)[19]

### Compilazioni
- Síň slávy (2000)
- Královský večer (2014)
- Životní režim (2018)

### Altre registrazioni
- Požár na obloze (1988 – reinterpretation of Jaromír Pelc's poetry)[20]
- Pár tónů, které přebývají (1989 – reinterpretation of Václav Hrabě's poetry)
- Vladimír Mišík & Mirek Kovářík – Reduta Blues (2013)[21]

### Tributi
- Bazarem proměn: A Tribute to Vladimír Mišík (2015)